# Cañon City

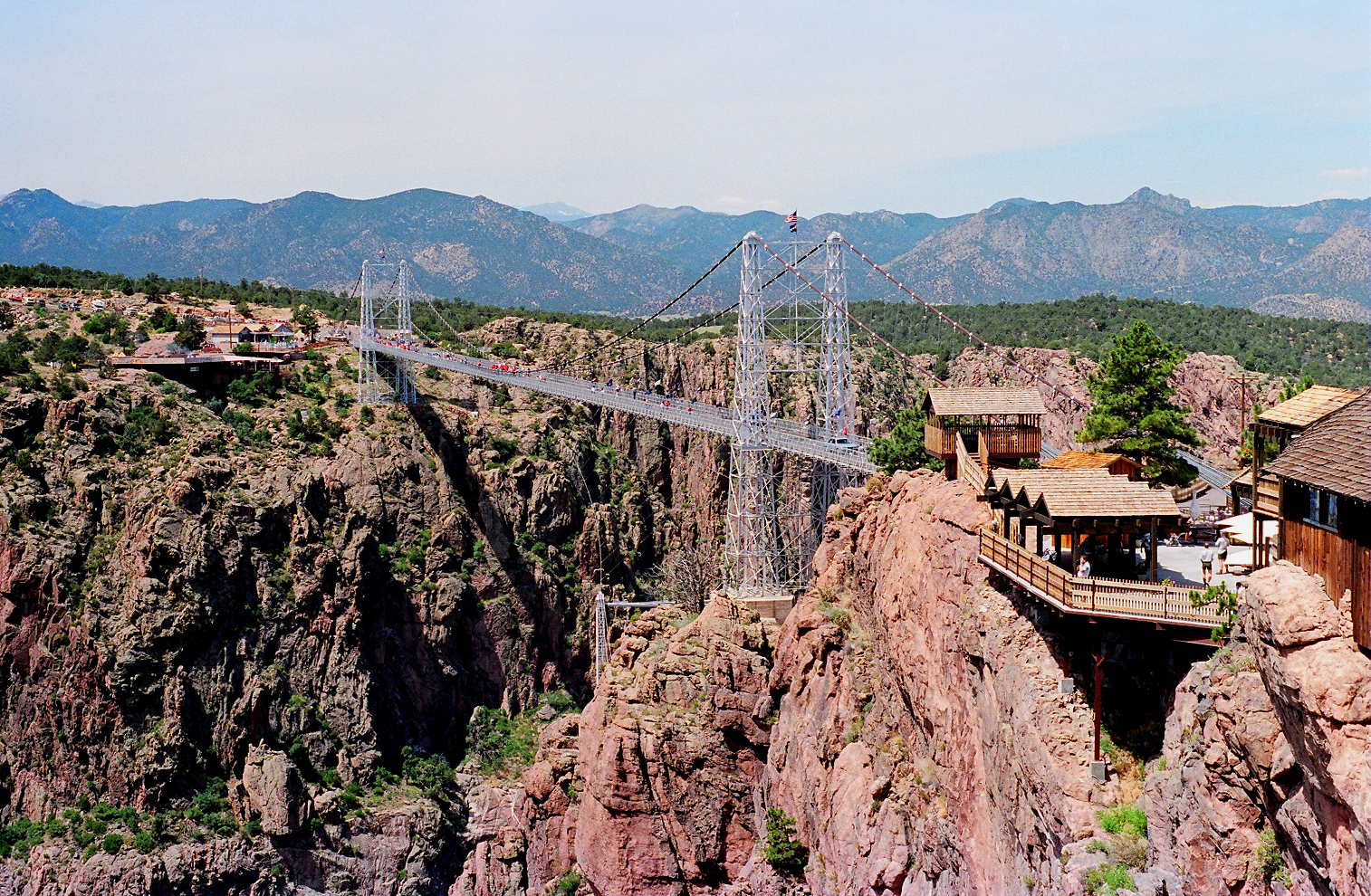
Royal Gorge Bridge (1987)

Cañon City [ˈkænən ˌsɪtɪ] (bis 1994 Canon City) ist eine US-amerikanische City im Bundesstaat Colorado. Die Home Rule Municipality liegt rund 150 km südlich von Denver sowie 60 km südwestlich von Colorado Springs am Arkansas River. Cañon City liegt im Fremont County und ist dessen Verwaltungssitz. Im Jahr 2020 hatte der Ort 17.141 Einwohner. Wegen ihrer zwölf Gefängnisse trägt die Stadt auch den Spitznamen Prison Capital (Gefängnishauptstadt). Im Colorado Territorial Prison Museum wird die Geschichte von Verbrechen und Strafvollzug bis hin zur letzten Gaskammer in Colorado gezeigt.

## Geschichte
Die Stadt wurde 1859 als Goldgräbersiedlung während des Colorado-Goldrauschs gegründet und erlebte durch den Bau der Eisenbahnlinie nach Westen einen Aufschwung.
1861 stellte die Stadt zwei Kompanien Freiwilliger auf, die sich der 2. Colorado Infantry anschlossen und am Sezessionskrieg teilnahmen. Das Regiment kämpfte in New Mexico und im Indianerterritorium auf dem Gebiet des heutigen Oklahoma, sowie in Missouri, bevor es 1865 ausgemustert wurde.
1862 bohrte A. M. Cassaday etwa zehn Kilometer nördlich der Stadt nach Erdöl. In einer Tiefe von etwa 15 m stieß er auf das schwarze Gold und erschloss damit die erste kommerzielle Ölquelle westlich des Mississippi. Er bohrte noch erfolgreich an einigen weiteren Stellen in der Umgebung und raffinierte Kerosin und weitere Erdölprodukte, die er in Denver verkaufte.
1871 baute das Territory of Colorado die erste Haftanstalt in Cañon City. Colorado Department of Corrections und das Federal Bureau of Prisons sind heute die größten Arbeitgeber im Kreis. Die beiden vorerst letzten Anstalten wurden nach 1989 gebaut. Colorado State Prison II befindet sich 2010 im Bau. In Cañon City fand am 22. Juni 1934 die erste Hinrichtung eines Menschen mit Blausäure statt.

## Geographie
Cañon Citys geographische Koordinaten sind 38° 27′ N, 105° 14′ W. Der Ort liegt 1625 m über dem Meeresspiegel. Nach den Angaben des United States Census Bureaus hat die Stadt eine Fläche von 31,2 km², wovon 31,1 km² auf Land und 0,1 km² (= 0,08 %) auf Gewässer entfallen.
1994 genehmigte der United States Board on Geographic Names die Hinzufügung der Tilde in den amtlichen Namen Cañon City, das zuvor aufgrund der früheren Entscheidungen in den Jahren 1906 und 1975 Canon City hieß. Die Stadt ist eine der wenigen Städte in den USA, die ein ñ in ihrem Namen führt.

## Tourismus
Cañon City ist Ausgangspunkt für die Fahrt mit der Royal Gorge Route Railroad, die am Arkansas River durch die Royal Gorge führt – eine bis zu 330 m tiefe Granitschlucht, deren Hauptattraktion mit der Royal Gorge Bridge eine der höchsten Hängebrücken der Welt ist. Von hier aus starten auch viele Wildwasserfahrten auf dem rauen Oberlauf des Arkansas River.

## Demographie
Zum Zeitpunkt des United States Census 2000 bewohnten Cañon City 15.431 Personen. Die Bevölkerungsdichte betrug 495,7 Personen pro km². Es gab 6617 Wohneinheiten, durchschnittlich 212,5 pro km². Die Bevölkerung Cañon Citys bestand zu 93,15 % aus Weißen, 1,59 % Schwarzen oder African American, 1,04 % Native American, 0,54 % Asian, 0,06 % Pacific Islander, 1,61 % gaben an, anderen Rassen anzugehören und 2,01 % nannten zwei oder mehr Rassen. 8,33 % der Bevölkerung erklärten, Hispanos oder Latinos jeglicher Rasse zu sein.
Die Bewohner Cañon Citys verteilten sich auf 6164 Haushalte, von denen in 28,8 % Kinder unter 18 Jahren lebten. 48,0 % der Haushalte stellen Verheiratete, 10,5 % hatten einen weiblichen Haushaltsvorstand ohne Ehemann und 38,3 % bildeten keine Familien. 33,7 % der Haushalte bestanden aus Einzelpersonen und in 17,2 % aller Haushalte lebte jemand im Alter von 65 Jahren oder mehr alleine. Die durchschnittliche Haushaltsgröße betrug 2,27 und die durchschnittliche Familiengröße 2,90 Personen.
Die Stadtbevölkerung verteilte sich auf 23,5 % Minderjährige, 6,7 % 18–24-Jährige, 28,2 % 25–44-Jährige, 21,5 % 45–64-Jährige und 20,1 % im Alter von 65 Jahren oder mehr. Das Durchschnittsalter betrug 40 Jahre. Auf jeweils 100 Frauen entfielen 100,1 Männer. Bei den über 18-Jährigen entfielen auf 100 Frauen 99,3 Männer.
Das mittlere Haushaltseinkommen in Cañon City betrug 31.736 USD und das mittlere Familieneinkommen erreichte die Höhe von 42.917 US-Dollar. Das Durchschnittseinkommen der Männer betrug 31.258 US-Dollar, gegenüber 21.849 US-Dollar bei den Frauen. Das Pro-Kopf-Einkommen in Cañon City war 16.970 US-Dollar. 11,5 % der Bevölkerung und 7,1 % der Familien hatten ein Einkommen unterhalb der Armutsgrenze, davon waren 11,9 % der Minderjährigen und 9,6 % der Altersgruppe 65 Jahre und mehr betroffen.

## Söhne und Töchter der Stadt
- Donald S. Fredrickson (1924–2002), Physiologe, beschrieb 1961 als erster die Tangier-Krankheit
- Emory S. Land (1879–1971), Vizeadmiral United States Navy
- William Ralph Smythe (1893–1988), Physiker

## Filme
- David Dufresen, Philippe Brault: Prison Valley. Dokumentation, Frankreich, 2010, 59 min (Die TV-Dokumentation ist eine Aufbereitung der gleichnamigen interaktiven Web-Dokumentation der beiden Autoren.)
- The Man in the High Castle. In der dystopischen US-Fernsehserie ist Canon City (Schreibweise ohne Tilde) Hauptschauplatz der ersten Folgen von Staffel 1.